# Idioma bue
El idioma bue o bue witoto es una lengua amerindia hablada por cerca de 2.000 personas al noroeste de la Amazonia, en Colômbia y Perú, principalmente entre los ríos Caqueta y Putumayo. Hace parte de la familia de lenguas uitoto.

## Fonología

### Vocales
Posee seis vocales orales cortas y seis largas, siendo tres de ellas cerradas, dos semiabiertas y una abierta. Apenas dos, /ɔ/, /u/, son redondeadas.
|              | Vocales cortas | Vocales cortas | Vocales cortas | Vocales largas | Vocales largas | Vocales largas |
|              | Anteriores     | Centrales      | Posteriores    | Anteriores     | Centrales      | Posteriores    |
| ------------ | -------------- | -------------- | -------------- | -------------- | -------------- | -------------- |
| Cerradas     | i              | ɨ              | u              | iː             | ɨː             | uː             |
| Semiabiertas | ɛ              |                | ɔ              | ɛː             |                | ɔː             |
| Abiertas     |                | a              |                |                | aː             |                |

Los diptongos en bue son predominantemente decrecientes, formados por /a/, /ɛ/, /ɔ/ seguidas de las vocales cerradas /i/, /ɨ/, como en las palabras fɨvui ('luna') y abaikɨ ('totem').

### Consonantes
Registra diecisiete consonantes, siendo seis de ellas oclusivas, cinco fricativas, tres nasales, dos africadas y una tvibrante.
|            | Bilabiales | Labiodentales | Dental | Alveolares | Postalveolares | Palatal | Velares | Glotal |
| ---------- | ---------- | ------------- | ------ | ---------- | -------------- | ------- | ------- | ------ |
| Oclusivas  | (p) b      |               |        | t d        |                |         | k ɡ     |        |
| Africadas  |            |               |        |            | t͡ʃ d͡ʒ          |         |         |        |
| Nasales    | m          |               |        | n          |                | ɲ       |         |        |
| Vibrante   |            |               |        | ɾ          |                |         |         |        |
| Fricativas |            | f v           | θ      | *s         |                |         |         | h      |

- /p/ es un fonema de ocurrencia marginal, pudiendo ser considerado arcaismo.
- /s/ no es un fonema nativo sino proveniente del español.
- Las consonantes labiodentales /f/ e /v/ son registradas alternativamente como bilabiales (respectivamente /ɸ/ y /β/).[2]

## Gramática
Es una lengua nominativa-acusativa y aglutinante, con gran variedad de sufijos pero sin prefijos, lo que la diferencia de otras lenguas uitoto.

### Oración
El orden de los elementos de la oración tiende a seguir el patrón SV (sujeto de verbo intransitivo - verbo) para construcciones intransitivas y AOV (sujeto de verbo transitivo - objeto - verbo) para construcciones transitivas, pero ese orden puede ser alterado en algunas circunstancias.

### Pronombres
La lengua bue posee una serie de pronombres personales para referirse a seres animados. Se presentan en tres números (singular, dual y plural) y para la tercera persona en dos géneros (masculino y femenino), .
|            | Singular | Singular  | Dual     | Dual    | Plural |
| ---------- | -------- | --------- | -------- | ------- | ------ |
| Masculino  | Femenino | Masculino | Femenino |         | Plural |
| 1ª persona | kue      | kue       | koko     | kaiñaɨ  | kaɨ    |
| 2ª persona | oo       | oo        | omɨko    | omɨñoɨ  | omoɨ   |
| 3ª persona | -mɨe     | -ñaiño    | -aɨmaiaɨ | -aɨñuaɨ | -makɨ  |

Los pronombres de tercera persona son necesariamente acompañados de demostrativos. Comúnmente, son utilizados los demostrativos i-, que indica especificidad, e nai-, que indica não especificidad. Por ejemplo, el pronombre de tercera persona del singular en el masculino puede aparecer en bue como imɨe ('él' específico) o como naimɨe ('él' no específico).

### Verbos

#### Tiempo
Los tiempos verbales en bue están divididos entre futuro y no-futuro. El no-futuro es la forma básica no marcada del verbo y es utilizada para referirse tanto al presente como al pretérito. Para la diferenciación entre esos dos tiempos, son empleadas palabras con idea de temporalidad, como jai ('ya'), nare ('ayer') y jaie/jae ('en el pasado').
El futuro es utilizado para referirse a eventos que deben acontecer tanto en um futuro próximo como indefinido, y es marcado por la adición del sufijo -it(ɨ) y/o por el alargamiento de la vocal inicial de la raíz verbal. La marca del tiempo futuro es obligatoria y omitir su indicador acarrea necesariamente un cambio de sentido. Palabras que indican momentos futuros, como jaa ('pronto') e ɨkare ('mañana') también puede acompañar esas formas verbales, especificándolas.
| Não-futuro        | Futuro              |
| ----------------- | ------------------- |
| ite ('ser')       | ite ('será')        |
| mete ('lamber')   | meeite ('lamberá')  |
| boote ('queimar') | booite ('queimará') |

#### Aspecto
La lengua bue cuenta con una serie de marcadores que denotan el aspecto gramatical, acoplados a verbos para categorizarlos según la fase en la que se realiza la acción, su extensión temporal, su grado de intensidad y su frecuencia.
El único marcador en la lengua que indica la fase de realización de una acción es la terminación -bi, restringida a algunos verbos específicos y utilizada para caracterizar actividades o procesos que ya están terminados. A continuación, dos oraciones en bue, la primera sin el terminal marcador y el segundo con él:
| boride                                      |
| '(El relámpago) centellea.'                 |
|                                             |
| boribide                                    |
| '(El relámpago) centelleó (y desapareció).' |
El idioma también tiene un marcador único para denotar la extensión temporal de un verbo, el sufijo -ri, que indica un proceso a largo plazo, que se distribuye en el tiempo. La siguiente construcción, por ejemplo, puede usarse para referirse a un período de guerra:
| naɨraɨ jobairiya                        |
| 'Ellos combatieron (por largo tiempo).' |
El grado de intensidad de una actividad, en cambio, está indicado por la reduplicación de la raíz verbal. En la siguiente oración, la raíz del verbo en su forma original sería ro(te) (' cantar'), pero aparece duplicado para denotar alta intensidad:
| kue ɨraiziyemo ɨkare rooroitɨkue                             |
| 'Durante la celebración mañana estaré cantando (y cantando)' |
Finalmente, la lengua tiene una categoría de sufijos para indicar la frecuencia con la que se realiza una actividad. Por ejemplo, el sufijo -vui (o -zoi, cuando viene después de /i/) indica una acción que solía ser común en el lenguaje pasado, siendo de uso común en narraciones sobre un pasado mitológico lejano. Mientras tanto, el uso de -kabi denota actividades habituales o repetitivas en tiempo presente.
| Flor Nofɨkomo jaie izoide                                         |
| 'Flor (nombre proprio) sosa vivir en La Chorrera en el pasado.'   |
|                                                                   |
| naga fɨemona muidomo Elver Bogotámo jaaikabide                    |
| 'Al terminar todo verano, Elver (nombre proprio) se va a Bogotá.' |

#### Modalidad
En bue, hay una variedad de sufijos que se agregan a los verbos para caracterizar la relación del hablante con la actividad en cuestión. Estos marcadores indican, por ejemplo, la actitud (deseo o aprensión) asumida frente al evento y la capacidad para llevar a cabo la acción.
- Actitud

El sufijo desiderativo -aka expresa deseo del hablante en relación con la actividad descrita por verbo, como en la siguiente construcción:
| kue daje jɨko ua raize tooɨakadɨkue  |
| 'Yo quiero criar mi perro muy bien.' |
El sufijo aprensivo -iza expresa prevención o miedo de algo que pueda suceder en el futuro y, a veces, aparece como un intento del hablante de evitar que tal evento realmente ocurra..
| jadie raegɨ rɨfɨrede! uaiza!                                  |
| '¡Ese tronco de árbol está resbaladizo! ¡Usted puede caerse!' |
- Habilidad

La presencia de capacidad o permiso para realizar una actividad se indica con el sufijo atributivo positivo -re, mientras que la falta de capacidad o permiso se indica con el sufijo atributivo negativo -ni.
| bie oomo reiredɨkue                |
| 'Yo le puedo decir esto (a usted)' |
| iyemo ɨɨnideza                   |
| '(Él) no puede nadar en el río.' |

#### Evidencialidad
La lengua bue tiene un sistema de evidencialidad, que se utiliza para indicar cuándo la información es secundaria, es decir, no fue percibida de primera mano por el hablante, sino que proviene de otras fuentes. Para ello, se añade al verbo el sufijo -ta. Este marcador solo se aplica a los verbos en tercera persona y parece estar cayendo en desuso. Actualmente, los hablantes comúnmente lo omiten y usan otras formas para indicar que lo que se narra proviene de fuente secundaria, como el uso de verbos que indican cita, como reite ('hablar')..
Además, el marcador -ta puede también indicar que una informação sensorial fue percebida por medio da audición y no de la visión, como en el siguiente ejemplo, en que el hablante oyó pero no vio lo relatado:
Neily jaɨzideta.
'Neily (nombre proprio) rio.'

#### Voz
La voz pasiva en bue sólo puede ser aplicada a verbos puramente transitivos o bitransitivos. Se evidencia agregando un sufijo al verbo y reorganizando el orden de construcción para que el objeto ocupe el lugar del sujeto y viceversa. Los marcadores que denotan pasividad son diferentes según el tiempo, pero tienen las mismas propiedades sintácticas y semánticas. El sufijo -ka o -ga se usa en tiempo pasado y presente, mientras que el sufijo -yɨ se usa en tiempo futuro.
| Voz ativa   | kue moo kɨrɨgaɨna atɨde           |
| Voz ativa   | 'Mi papá trajo una cesta.'        |
| Voz passiva | kɨrɨgaɨ kue moo atɨka             |
| Voz passiva | 'La cesta fue traída por m papá.' |

Cuando la construcción pasada a la voz pasiva es en primera o segunda persona, se añade también al verbo el pronombre personal, justo después del sufijo de pasividad, como en el siguiente ejemplo, donde kue es el pronombre personal de primera persona del singular:
| janayari rɨgakue      |
| 'Me comió un jaguar.' |

## Vocabulario

### Declaración Universal de los Derechos Humanos
Esta es la traducción del artículo primero de la Declaración Universal de los Derechos Humanos al bue: y su verisón:
| Murui Rafue 1. Nana caɨ comuillamona dama caɨ abido itɨcaɨ. Caɨ comuillamona jɨaɨmɨe anamo iñedɨcaɨ. Nana daje facaiconi itɨcaɨ. Abɨ uiñuanona comuidɨcaɨ. Danɨ coninɨrie caɨ nabairilla. |  | Español Artigo 1. Todos los seres humanos nacen libres e iguales en dignidad y derechos y, dotados como están de razón y conciencia, deben comportarse fraternalmente los unos con los otros. |

### Vocabulario de caza
Cuando cazan, se usa un sistema de sustitución lexical con el objetivo de evitar pronunciar los nombres de los animales. Segú los bue, decir los nombres “verdaderos” obstaculiza la caza, porque los espíritus de los animales sabría que corren peligro y escaparían. Entonces, desarrolló un arsenal de términos sustitutivos que surgen de asociaciones, por ejemplo, entre la forma física o el comportamiento del animal y algún objeto, preferentemente no relacionado con la fauna. Por ejemplo, la palabra ɨme (nombre de roedores como el agutí) se reemplaza por mizeyɨ, una fruta muy consumida por estos animales, y la palabra janayari ('jaguar') se reemplaza por uibiyɨ, una fruta cuya forma se asemeja a las patas de la especie.[28]